# Trấn Hùng
Trấn Hùng (tiếng Trung phồn thể: 镇雄縣, giản thể: 镇雄县, Hán Việt: Trấn Hùng huyện) là một huyện tại địa cấp thị Chiêu Thông, tỉnh Vân Nam, Cộng hòa Nhân dân Trung Hoa. Huyện này là có diện tích 3.785 km², dân số năm 2003 là 1.260.000 người. Huyện lỵ đóng tại trấn Ô Phong.

## Các đơn vị hành chính
- 16 trấn: Ô Phong (乌峰), Bát Cơ (泼机), Hắc Thụ (黑树), Mẫu Hưởng (母享), Đại Loan (大湾), Dĩ Lặc (以勒), Xích Thủy Nguyên (赤水源), Mang Bộ (芒部), Vũ Hà (雨河), La Khảm (罗坎), Ngưu Trường (牛场), Ngũ Đức (五德), Pha Đầu (坡头), Dĩ Cổ (以古), Trường Bá (场坝) và Đường Phòng (塘房).
- Huyện này có 12 hương: Trung Đồn (中屯), Ngư Động (鱼洞), Hoa Lãng (花朗), Tiêm Sơn (尖山), Mộc Trác (木卓), Diêm Nguyên (盐源), Oản Hán (碗厂), Sam Thụ (杉树), Hoa Sơn (花山), Bình Thượng (坪上), Quả Châu (果珠) và Lâm Khẩu (林口).